# Дзвонова
Дзвонова (пол. Dzwonowa) — село в Польщі, у гміні Йодлова Дембицького повіту Підкарпатського воєводства.
Населення — 317 осіб (2011).
У 1975-1998 роках село належало до Тарновського воєводства.

## Демографія
Демографічна структура станом на 31 березня 2011 року:
|          | Загалом | Допрацездатний вік | Працездатний вік | Постпрацездатний вік |
| -------- | ------- | ------------------ | ---------------- | -------------------- |
| Чоловіки | 162     | 35                 | 108              | 19                   |
| Жінки    | 155     | 25                 | 95               | 35                   |
| Разом    | 317     | 60                 | 203              | 54                   |